# Южноамериканские кошки
Южноамериканские кошки (лат. Leopardus) — род хищных млекопитающих из семейства кошачьих (Felidae). Научное название Leopardus не связано с видом леопард.

## Основные сведения
Шерсть, как правило, серого или желтовато-бурого цвета, усеянная чёрными пятнами. Все представители тигровых кошек обитают в Новом Свете.
База данных Американского общества маммологов (ASM Mammal Diversity Database) признаёт 14 видов южноамериканских кошек:
- Leopardus braccatus
- Пампасская кошка (Leopardus colocola)
- Leopardus fasciatus
- Leopardus garleppi
- Кошка Жоффруа (Leopardus geoffroyi)
- Чилийская кошка (Leopardus guigna)
- Leopardus guttulus
- Андская кошка (Leopardus jacobita)
- Leopardus narinensis
- Leopardus pajeros
- Оцелот (Leopardus pardalis)
- Leopardus pardinoides
- Онцилла (Leopardus tigrinus)
- Длиннохвостая кошка (Leopardus wiedii)

Во многих систематиках мелких кошек Нового Света разделяют на три рода: Leopardus, Oncifelis и Oreailurus. Однако данные молекулярной генетики показывают, что все они образуют монофилетическую группу, называющуюся иногда по своему наиболее известному представителю «группой оцелота». В последнее время многие систематики склонны объединять все три рода в общий род тигровых кошек (так, например, сделано в сводке под редакцией Уилсона и Ридер (2005)).